# Дидион, Джоан
Джо́ан Ди́дион (англ. Joan Didion; 5 декабря 1934, Сакраменто, США — 23 декабря 2021) — американская писательница, получившая известность благодаря своим романам и литературной журналистике. Её романы и очерки исследуют распад американской нравственности и культурный хаос, а главной авторской темой выступает индивидуальная и социальная разобщенность. Большинство её произведений пронизаны тревогой или страхом.

## Детство и образование
Джоан Дидион родилась и выросла в Сакраменто, Калифорния, в семье Фрэнка Риза и Эдуэн (урожденной Джерретт) Дидион. Едва научившись читать, она прочла все книги в доме, а в юности даже получала от матери письменные разрешения брать в библиотеке взрослые книги, особенно биографии. Она характеризовала себя как «застенчивого книжного ребенка».
В детстве Дидион ходила в детский сад. Из-за того, что во время Второй мировой войны отец служил в авиации, семья постоянно переезжала; Джоан нерегулярно посещала школу. Затем, в 1943 или начале 1944 года, семья снова поселилась в Сакраменто, а отец отправился в Детройт, чтобы урегулировать оборонные заказы, сделанные во время Первой и Второй мировых войн. Дидион пишет в своих мемуарах, Откуда я? (2003), о том, что детские переживания движут ею и заставляют чувствовать себя вечным изгоем.
В 1956 году Дидион окончила Калифорнийский университет в Беркли со степенью бакалавра искусств по английскому языку. Позже она участвовала в конкурсе эссе, спонсируемом модным журналом Vogue. Выиграв первый приз, она получила в этом журнале должность ассистента редакции.

## Взрослая жизнь

### Карьера
Дидион два года работала в Vogue копирайтером и редактором. Ее первый роман, Беги, река, вышел в 1963 году. Она вернулась в Калифорнию со своим вторым мужем, писателем Джоном Грегори Данном, и в 1968 году опубликовала свою первую документальную книгу И побрели в Вифлеем — сборник заметок о жизни в Калифорнии.
Её эссе 1983 года, Сальвадор, написано после двухнедельной поездки в Эль-Сальвадор с мужем. В 1984 году она также опубликовала роман Демократия, в котором рассказывает о долгой, но неразделенной любви между богатой наследницей и пожилым сотрудником ЦРУ, разворачивающейся на фоне холодной войны и вьетнамского конфликта. В 1992 году она опубликовала книгу После Генри, сборник из двенадцати географических очерков. В 1996 году — романтический триллер Последнее, что он хотел.
Дидион и Данн тесно сотрудничали на протяжении большей части своей карьеры; многие их произведения перекликаются между собой. Также писатели восемь лет работали над сценарием фильма Близко к сердцу по мотивам биографии журналистки Джессики Савитч.
4 октября 2004 года Дидион начала работу над книгой Год магического мышления, которая повествует о пережитой ею смерти мужа и тяжелой болезни дочери, и закончила рукопись 88 дней спустя, в канун Нового года. После выхода этих мемуаров она отправилась в турне. Это путешествие, совершенное во время траура, стало для нее терапевтическим процессом.
В 2007 году она написала пьесу для одной актрисы по книге Год магического мышления. Итогом работы стал бродвейский спектакль, продюсером которого выступил Скотт Рудин, а главную роль сыграла Ванесса Редгрейв. Хотя поначалу Дидион сомневалась, стоит ли работать над пьесой, вскоре она нашла этот новый для себя жанр достаточно интересным.

### Личная жизнь
Работая в нью-йоркском журнале Vogue, Дидион встретила своего будущего мужа, Джона Грегори Данна, который в то время сотрудничал с Time. Они поженились в 1964 году и вскоре переехали в Лос-Анджелес, не собираясь там надолго задерживаться. Калифорния, в конечном счете, стала их домом на ближайшие двадцать лет. В 1966 году они удочерили девочку, которую назвали Кинтана Ру Данн. Ее детство и последующую болезнь Дидион описала в 2005 году в мемуарах (Год магического мышления, 2005).
В 1979 году Дидион жила в Брентвуд-Парке, тихом пригороде Лос-Анджелеса (Калифорния). До переезда в Брентвуд она жила в Голливуде, в Лос-Фелис — около Франклин Авеню, на севере от голливудского бульвара.
Менее чем за два года Дидион пережила две трагедии. 30 декабря 2003 года, в то время, как ее дочь Кинтана Ру Данн лежала в коме в отделении интенсивной терапии из-за вызванного пневмонией септического шока, ее муж умер от сердечного приступа. Кинтана умерла от острого панкреатита 26 августа 2005 года. Ей было тридцать девять лет. Позже, в книге Синие ночи, Дидион рассказала о смерти Кинтаны.
С 2005 года жила в Нью-Йорке, на Ист 71-й улице. Умерла 23 декабря 2021 года от болезни Паркинсона.

## Награды и признания
В 2002 году Дидион получила литературную премию Библиотеки партнеров, присуждаемую Сент-Луисским университетом.
Дидион получила большое признание после выхода книги Год магического мышления, которой присудили Национальную книжную премию в 2005 году.
В 2007 году Дидион получила от Национального Книжного Фонда ежегодных медалей медаль за выдающийся вклад в американскую литературу. В этом же году Дидион присуждена премия Гильдии сценаристов США.
В 2009 году Дидион была удостоена звания почетного доктора филологии в Гарвардском университете. Йельский университет в 2011 году присвоил писательнице еще одно звание — почетного доктора словесности. 3 июля 2013 года Белый дом упомянул Дидион в числе лауреатов Национальной медали США в области искусств, которые будут представлены президенту Бараку Обаме. В 2010 году Дидион посетовала, что при Обаме США стали «зоной, свободной от иронии».
В 2012 году награждена Национальной гуманитарной медалью США.

### Художественная проза
- Беги, река (1963)
- Играй как по писаному (1970)
- Книга общей молитвы (1977)
- Демократия (1984)
- Последнее, что он хотел (1996)

### Нон-фикшн
- И побрели в Вифлеем (1968)
- Белый альбом (1979)
- Сальвадор (1983)
- Майами (1987)
- После Генри (1992)
- Политические фикции (2001)
- Откуда я? (2003)
- Фиксированные идеи: Америка с 9.11 (2003, предисловие Фрэнка Рича)
- Дидион, проверенная временем (2004, избранное)
- Год магического мышления (2005)
- Рассказываем истории, чтобы жить (2006, семитомный сборник)
- Синие ночи (2011) ISBN в 978-0-307-26767-2

### Пьесы, спектакли, эссе, сценарии
- Год магического мышления (2006)

### Киносценарии
- Паника в Нидл-парке (1971)
- Играй как по писаному (1972, по мотивам романа)
- Звезда родилась (1976)
- Тайны исповеди (1981)
- Близко к сердцу (1996)
- Как это происходит (2012, в соавторстве с Тоддом Филдом)[26]